# Pengjia Zhaizi (sockenhuvudort i Kina, Yunnan Sheng, lat 27,61, long 103,53)
Pengjia Zhaizi är en sockenhuvudort i Kina. Den ligger i provinsen Yunnan, i den sydvästra delen av landet, omkring 290 kilometer norr om provinshuvudstaden Kunming. Antalet invånare är 10 484. Befolkningen består av 4 738 kvinnor och 5 746 män. Barn under 15 år utgör 24,0 %, vuxna 15-64 år 68 %, och äldre över 65 år 6,0 %.
Runt Pengjia Zhaizi är det tätbefolkat, med 369 invånare per kvadratkilometer. Det finns inga andra samhällen i närheten. I omgivningarna runt Pengjia Zhaizi växer i huvudsak blandskog.
Genomsnittlig årsnederbörd är 1 115 millimeter. Den regnigaste månaden är juli, med i genomsnitt 281 mm nederbörd, och den torraste är december, med 7 mm nederbörd.